# Martin Runge (Mediziner)
Martin Runge (* 18. Juli 1949 in Brilon; † 5. Januar 2021 in Aichwald) war ein deutscher Mediziner, Facharzt für Allgemeinmedizin/Klinische Geriatrie sowie für Physikalische und Rehabilitative Medizin.

## Leben
Mit 19 Jahren begann Runge an der Ruhr-Universität Bochum Katholische Theologie zu studieren und wechselte später im selben Fach an die Eberhard Karls Universität Tübingen. 1973 schloss er dieses Studium mit dem Kirchlichen Abschlussexamen in Bochum erfolgreich ab. Noch im selben Jahr begann er ein Studium der Humanmedizin, das er 1980 beendete und daraufhin die Approbation erteilt bekam.
Bereits seit 1976 war Runge der Assistent am Institut für Physiologie II der Ruhr-Universität Bochum mit dem Forschungsschwerpunkt „Visuell evozierte Potentiale in der Diagnose der Multiplen Sklerose“. Zwischen 1980 und 1986 absolvierte er eine Weiterbildung in den Fächern Psychiatrie, Innere Medizin und Chirurgie in Berlin, Bochum und Meerbusch-Lank. 1983 wurde er zum Dr. med. an der Universitätsklinik Bochum promoviert. Die Ärztekammer Nordrhein erteilte Runge 1985 die Anerkennung als Facharzt für Allgemeinmedizin. Im darauffolgenden Jahr ließ er sich in Duisburg als praktischer Arzt nieder und wirkte als solcher bis 1991. 1995 erfolgte die Anerkennung seiner fakultativen Weiterbildung Klinische Geriatrie durch die Ärztekammer Nordwürttemberg und 1996 die nämliche als Facharzt für Physikalische und Rehabilitative Medizin.
Ab 1991 wirkte Runge als ärztlicher Direktor der Aerpah-Klinik Esslingen-Kennenburg, später in gleicher Position an der Aerpah-Klinik Ilshofen. 1995 wurde Runge mit der Leitung der Landesarbeitsgemeinschaft der geriatrischen Rehabilitationskliniken Baden-Württemberg betraut. In diesem Amt initiierte und leitete er mehrere wissenschaftliche Untersuchungen. Runge war auch maßgeblich an der Entwicklung von Trainingsprogrammen zur Behandlung von Osteoporose und von Fitnessprogrammen für die zweite Lebenshälfte beteiligt.
1998 übernahm Runge die Leitung des Forschungsprojektes Parameter für Instabilität und Stürze im Alter (PISA). Die Ergebnisse dieser Arbeit schlugen sich in vielen Aufsätzen und Fachpublikationen nieder. Ab 2005 fand Runge seinen Arbeitsschwerpunkt in der Behandlung von querschnittgelähmten Patienten mit der Kipptisch-Vibration. Er war Mitglied der International Society of Musculoskeletal and Neuronal Interactions (ISMNI) und Mitglied im wissenschaftlichen Beirat des Journal of Musculoskeletal and Neuronal Interactions sowie Studienleiter mehrerer wissenschaftlicher Untersuchungen.
Seine Forschungsschwerpunkte waren Gehstörungen, Sturzrisikodiagnostik, Osteoporose, Muskel-Knochen-Interaktionen sowie altersassoziierte Veränderungen von Muskeln und Knochen.
Am 5. Januar 2021 erlag er einer COVID-19-Infektion.

## Werke
- Gehstörungen, Stürze, Hüftfrakturen. Steinkopff-Verlag, Darmstadt 1998, ISBN 3-7985-1116-0.
- Mobil bleiben – Pflege bei Gehstörungen und Sturzgefahr. Schlütersche Verlagsbuchhandlung, Hannover 2001, ISBN 3-87706-597-X (zusammen mit Gisela Rehfeld).
- Geriatrische Rehabilitation im Therapeutischen Team. 2. Auflage. Thieme-Verlag, Stuttgart 2001, ISBN 3-13-102382-1 (zusammen mit Gisela Rehfeld).